# گذرنامه گابنی

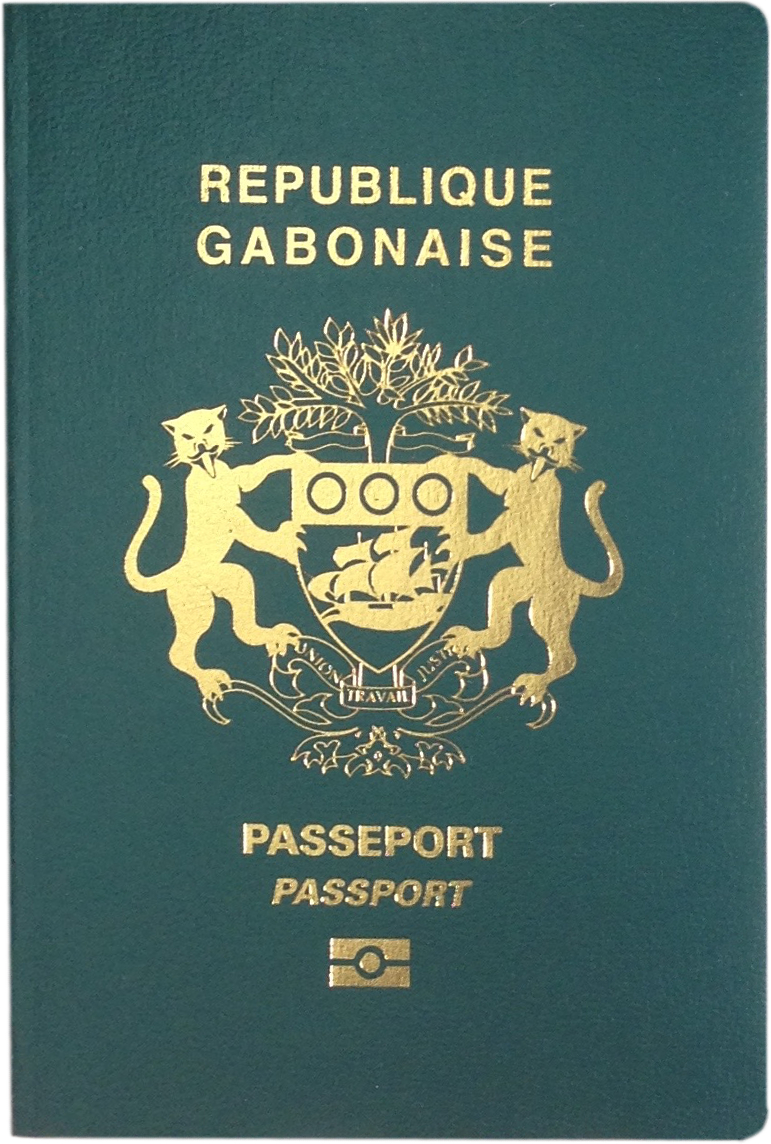
نمایی از یک‌نسخه گذرنامهٔ گابنی در سال ۲۰۱۶

گذرنامهٔ گابنی یک مدرک سفر بین‌المللی است که توسط کشور گابن صادر می‌شود و بنا بر داده‌های سال ۲۰۲۳، دارندگان آن می‌توانستند به ۵۶ کشور دیگر بدون دریافت ویزا سفر کنند یا ویزا را در بدو ورود دریافت نمایند. این گذرنامه بر اساس رتبه‌بندی شاخص گذرنامهٔ هنلی در سال ۲۰۲۳ در رتبهٔ ۸۸ قرار داشت.